# Sint-Anna (Kortrijk)
Sint-Anna is een wijk en voormalig gehucht in de Belgische stad Kortrijk. De wijk ligt ten zuidwesten van de oude stadskern, buiten de vroegere stadsmuren, in de buurt van de huidige kruising van de autostrades E17 en E403. In Sint-Anna bevindt zich het Don Boscocollege.

## Geschiedenis

### Ontwikkeling
Sint-Anna is lang een landelijk gehucht gebleven in de zuidelijke groene rand rond Kortrijk en behoorde tot het gebied 'Kortrijk-Buiten' van de Kasselrij Kortrijk. In het gehucht werd 1629 een Sint-Annakapel opgericht door juffrouw B. Bonte uit het begijnhof van Kortrijk. Daarrond groeide de wijk Sint-Anna uit. In 1701 was er al een schooltje opgericht nabij deze kapel, maar dit sloot later zijn deuren. Op initiatief van de Brugse kanunnik Maes kwam er na 1840 een instelling voor geesteszieken, waar Zusters van Jezus' Barmhartigheid mannen en vrouwen verpleegden. De zusters verhuisden in 1927 naar Ieper, waarop het gebouwencomplex met kapel, hoeve, Sint-Pieter en Sint-Anna met 10 ha aangeboden werden aan de Salesianen. Het domein werd verdeeld. De kapel en het Sint-Annagesticht ging naar de zusters van Maria Hulp der Christenen, het Sint-Pietersgesticht, het kasteel en de hoeve naar de Salesianen. De Salesianen kwamen reeds in 1875 naar België. De school in Kortrijk werd in 1934 gesticht, in de oude gebouwen van het krankzinnigengesticht Sint-Anna, op het gelijknamig gehucht. Oorspronkelijk werden er alleen priesters en missionarissen opgeleid, de school had ook een afdeling "Late roepingen", die redelijk bekend was, ook buiten de provinciegrenzen. Later werd er ook onderwijs verstrekt aan leken, en in de jaren 50 verdween de afdeling "Late roepingen".
Er kwam een college, het zogenaamde Don Boscocollege, dat zijn eerste schooljaar begon op 3 september 1929. Het was aanvankelijk een huis voor priester- en missionarisroepingen, maar liet stilaan ook gewone humaniorastudenten toe. Tijdens de Tweede Wereldoorlog werd de school een tijdje een vluchtelingenoord en een veldhospitaal van het Duitse leger.

### Kasteel van Sint-Anna
Op Sint-Anna werd in de tweede helft van de 18e eeuw een park en kasteeltje aangelegd door de familie Delacroix dat op heden beschermd als is monument. Het landhuis in eclectische stijl met neoromaanse inslag dateert in kern van 1759 (cf.r cartouche van de schouwmantel in de eetkamer). Het landhuis werd reeds aangeduid op de Ferrariskaart (1770-1778) evenwel zonder de omliggende parkstructuur. In het kadaster wordt het als een kasteel benoemd. Op het primitief kadasterplan (ca. 1835) wordt een trapeziumvormige omwalling aangeduid met daarop een rechthoekig volume.

## Heden
In Sint-Anna bevindt zich naast het Don Boscocollege, dat ASO-onderwijs aanbiedt, tevens de kleuter- en lagereschool Kinderland, een school met internaat die in handen is van de Zusters van Don Bosco.